# 바그다드의 도둑 (1924년 영화)
《바그다드의 도둑》(영어: The Thief of Bagdad)은 1924년 개봉한 미국의 무성 흑백 판타지 모험 영화로, 라울 월시가 감독을 맡았다. 1996년 미국 국립영화등기부에 등재되었다.

## 출연

### 주연
- 더글러스 페어뱅스
- 스니츠 에드워즈

### 조연
- 줄래니 존스턴
- 소진
- 안나 메이 웡
- 브랜든 허스트
- 노블 존슨

## 기타
- 미술: 윌리엄 카메론 멘지스
- 의상: 밋첼 레이슨

## 같이 보기
- 분류:무성 영화 배우